# Пелинковац
Пелинковац (хорв. Pelinkovac, серб. Пелинковац) — известный на Балканах биттер (горький ликёр, настоянный на травах). Популярен во всех странах бывшей Югославии.
Ликёр настоян на полыни, от которой он и получил своё имя (хорв. Pelin, серб. Пелин — «полынь») и других ароматических травах. Содержание алкоголя составляет 28-35 % по объему. Имеет очень горький вкус, напоминающий ликёр Егермейстер.
Самые популярные бренды в Хорватии — Maraska Pelinkovac (Задар) и Badel Pelinkovac (Загреб). Самая популярная марка в Сербии — Gorki List (ранее производилась в Суботице, потом производство было перемещено в Словению).
Употребляется охлаждённым в чистом виде как аперитив либо в коктейлях.